# Kommunalwahlen in Nordrhein-Westfalen 2009/Ergebnisse H–K
Dieser Artikel enthält die Ergebnisse der Kommunalwahlen in Nordrhein-Westfalen 2009 der Kreise und kreisfreien Städte mit den Anfangsbuchstaben H bis K.

## Hagen
In Hagen sind zwei Wählergemeinschaften im Rat vertreten: Hagen Aktiv (HA) und Bürger für Hagen (BfH).
| Wahlperiode     | CDU  | CDU | SPD  | SPD | Grüne | Grüne | FDP | FDP | PDS/Die Linke | PDS/Die Linke | REP | REP | BfH | BfH | HA/FWG | HA/FWG |    |
| XII: 1994–1999  | 35,5 | 23  | 48,7 | 31  | 8,2   | 5     | 3,2 | –   |               |               | 2,5 | –   |     |     |        |        | 59 |
| XIII: 1999–2004 | 45,5 | 27  | 39,8 | 23  | 5,9   | 3     | 4,6 | 3   | 3,2           | 2             | 58  |     |     |     |        |        |    |
| XIV: 2004–2009  | 37,3 | 22  | 36,2 | 21  | 7,3   | 4     | 5,3 | 3   | 2,6           | 2             | 3,4 | 2   | 4,4 | 3   | 2,3    | 1      | 58 |
| XV: 2009–2014   | 33,3 | 20  | 29,3 | 17  | 11,9  | 7     | 7,6 | 4   | 4,1           | 2             | 2,1 | 2   | 3,6 | 2   | 7,7    | 5      | 58 |

## Hamm
Die kreisfreie Stadt Hamm hat 183.065 Einwohner (31. Dezember 2007) und einen Rat mit 58 Mitgliedern. In Hamm sind drei Wählergruppen tätig: die Freie Wählergemeinschaft Hamm (FWG), die Bürgergemeinschaft Hamm (BG) und der Liberale Aufbruch Hamm (LA). Letzterer war noch nie im Rat vertreten, versuchte aber schon 2004 Mandate zu gewinnen.

### Stadtrat von Hamm
Das Ratsmitglied der Bürgergemeinschaft Hamm (BG) Peter Keßler war langjähriges Mitglied der Partei Republikaner gewesen und saß fúr sie bereits im Rat.
Die Deutsche Seniorenpartei löste sich am 20. Juli 2007 auf. Somit wurde ihr Ratsmitglied Günter Naust parteilos. Den Grünen ging 2005 ihr Ratsmitglied Uwe Atorf (jetzt parteilos) verloren. Das Ratsinformationssystem der Stadt Hamm führt bei den Wählergruppen die Vertreterin der FWG auch als parteilos, jenen der BG jedoch nicht.
| Stadtrat von Hamm: Wähleranteil und Sitze seit 1994                            | Stadtrat von Hamm: Wähleranteil und Sitze seit 1994 | Stadtrat von Hamm: Wähleranteil und Sitze seit 1994 | Stadtrat von Hamm: Wähleranteil und Sitze seit 1994 | Stadtrat von Hamm: Wähleranteil und Sitze seit 1994 | Stadtrat von Hamm: Wähleranteil und Sitze seit 1994 | Stadtrat von Hamm: Wähleranteil und Sitze seit 1994 | Stadtrat von Hamm: Wähleranteil und Sitze seit 1994 | Stadtrat von Hamm: Wähleranteil und Sitze seit 1994 | Stadtrat von Hamm: Wähleranteil und Sitze seit 1994 | Stadtrat von Hamm: Wähleranteil und Sitze seit 1994 | Stadtrat von Hamm: Wähleranteil und Sitze seit 1994 | Stadtrat von Hamm: Wähleranteil und Sitze seit 1994 | Stadtrat von Hamm: Wähleranteil und Sitze seit 1994 | Stadtrat von Hamm: Wähleranteil und Sitze seit 1994 | Stadtrat von Hamm: Wähleranteil und Sitze seit 1994 | Stadtrat von Hamm: Wähleranteil und Sitze seit 1994 | Stadtrat von Hamm: Wähleranteil und Sitze seit 1994 | Stadtrat von Hamm: Wähleranteil und Sitze seit 1994 | Stadtrat von Hamm: Wähleranteil und Sitze seit 1994 | Stadtrat von Hamm: Wähleranteil und Sitze seit 1994 | Stadtrat von Hamm: Wähleranteil und Sitze seit 1994 |
| ------------------------------------------------------------------------------ | --------------------------------------------------- | --------------------------------------------------- | --------------------------------------------------- | --------------------------------------------------- | --------------------------------------------------- | --------------------------------------------------- | --------------------------------------------------- | --------------------------------------------------- | --------------------------------------------------- | --------------------------------------------------- | --------------------------------------------------- | --------------------------------------------------- | --------------------------------------------------- | --------------------------------------------------- | --------------------------------------------------- | --------------------------------------------------- | --------------------------------------------------- | --------------------------------------------------- | --------------------------------------------------- | --------------------------------------------------- | --------------------------------------------------- |
| Wahlperiode                                                                    | CDU                                                 | CDU                                                 | SPD                                                 | SPD                                                 | Grüne                                               | Grüne                                               | FDP                                                 | FDP                                                 | REP                                                 | REP                                                 | DSP                                                 | DSP                                                 | FWG                                                 | FWG                                                 | LA                                                  | LA                                                  | BG                                                  | BG                                                  | pl.                                                 | pl.                                                 |                                                     |
| XII: 1994–1999                                                                 | 42,1                                                | 26                                                  | 41,5                                                | 26                                                  | 6,6                                                 | 4                                                   | 1,7                                                 | –                                                   | 1,9                                                 | –                                                   |                                                     |                                                     | 5,2                                                 | 3                                                   |                                                     |                                                     |                                                     |                                                     |                                                     |                                                     | 59                                                  |
| XIII: 1999–2004                                                                | 49,6                                                | 29                                                  | 35,8                                                | 21                                                  | 5,4                                                 | 3                                                   | 2,4                                                 | 1                                                   | –                                                   | –                                                   | 6,8                                                 | 4                                                   | 58                                                  |                                                     |                                                     |                                                     |                                                     |                                                     |                                                     |                                                     |                                                     |
| XIV: 2004–2009 2005 2007                                                       | 47,3                                                | 28                                                  | 34,5                                                | 20                                                  | 7,5                                                 | 4 3                                                 | 3,0                                                 | 2                                                   | 1,8                                                 | 1                                                   | 1,4                                                 | 1 0                                                 | 2,4                                                 | 1                                                   | 0,8                                                 | –                                                   | 1,2                                                 | 1                                                   | –,-                                                 | 1 2                                                 | 58                                                  |
| XV: 2009–2014                                                                  | 47,0                                                | 27                                                  | 32,2                                                | 18                                                  | 8,2                                                 | 5                                                   | 5,7                                                 | 3                                                   | 4,7                                                 | 3                                                   | 1,2                                                 | 1                                                   | -                                                   | -                                                   | 0,9                                                 | 1                                                   |                                                     |                                                     |                                                     |                                                     | 58                                                  |
| Ergebnis für FWG 1994 ist bei der Landeswahlleiterin als „sonstige“ angegeben. |                                                     |                                                     |                                                     |                                                     |                                                     |                                                     |                                                     |                                                     |                                                     |                                                     |                                                     |                                                     |                                                     |                                                     |                                                     |                                                     |                                                     |                                                     |                                                     |                                                     |                                                     |

### Oberbürgermeister
- Der Kandidat der CDU: Thomas Hunsteger-Petermann
- Der Kandidat der SPD: Hans Estermann
- Der Kandidat der Grünen: Reinhard Merschhaus
- Der Kandidat der FDP: Norwin Wegner
- Die Kandidatin der FWG: Frauke Walther
- Der Kandidat des Liberalen Aufbruchs Hamm: Georg Schroeter

## Kreis Heinsberg
Im Kreis Heinsberg haben gleich fünf Abgeordnete die Partei verlassen, für die sie in den Kreistag gewählt wurden.
Am 30. Juni 2008 sind die drei Kreistagsabgeordneten der FDP Walter Leo Schreinemacher, Heinz-Jürgen Wolter und Frank Schott aus der Fraktion der FDP ausgetreten und haben die Fraktion Unabhängige Bürger (UB) gegründet. Ihr Mandat waren sie nicht bereit an die Partei zurückzugeben.
Der ehemalige Unterbezirksvorsitzende und Kreistagsfraktionsvorsitzende Franz-Josef Fürkötter trat im November 2008 nach internen Machtkämpfen aus der SPD aus und ist nun fraktionslos.
Heinz-Wilhelm Schmitz Leiter der AWO Pflege in Heinsberg ist ebenfalls fraktionslos.
| Kreistag des Kreises Heinsberg: Wähleranteil und Sitze seit 1994 | Kreistag des Kreises Heinsberg: Wähleranteil und Sitze seit 1994 | Kreistag des Kreises Heinsberg: Wähleranteil und Sitze seit 1994 | Kreistag des Kreises Heinsberg: Wähleranteil und Sitze seit 1994 | Kreistag des Kreises Heinsberg: Wähleranteil und Sitze seit 1994 | Kreistag des Kreises Heinsberg: Wähleranteil und Sitze seit 1994 | Kreistag des Kreises Heinsberg: Wähleranteil und Sitze seit 1994 | Kreistag des Kreises Heinsberg: Wähleranteil und Sitze seit 1994 | Kreistag des Kreises Heinsberg: Wähleranteil und Sitze seit 1994 | Kreistag des Kreises Heinsberg: Wähleranteil und Sitze seit 1994 | Kreistag des Kreises Heinsberg: Wähleranteil und Sitze seit 1994 | Kreistag des Kreises Heinsberg: Wähleranteil und Sitze seit 1994 | Kreistag des Kreises Heinsberg: Wähleranteil und Sitze seit 1994 | Kreistag des Kreises Heinsberg: Wähleranteil und Sitze seit 1994 | Kreistag des Kreises Heinsberg: Wähleranteil und Sitze seit 1994 | Kreistag des Kreises Heinsberg: Wähleranteil und Sitze seit 1994 | Kreistag des Kreises Heinsberg: Wähleranteil und Sitze seit 1994 | Kreistag des Kreises Heinsberg: Wähleranteil und Sitze seit 1994 | Kreistag des Kreises Heinsberg: Wähleranteil und Sitze seit 1994 | Kreistag des Kreises Heinsberg: Wähleranteil und Sitze seit 1994 | Kreistag des Kreises Heinsberg: Wähleranteil und Sitze seit 1994 | Kreistag des Kreises Heinsberg: Wähleranteil und Sitze seit 1994 |
| ---------------------------------------------------------------- | ---------------------------------------------------------------- | ---------------------------------------------------------------- | ---------------------------------------------------------------- | ---------------------------------------------------------------- | ---------------------------------------------------------------- | ---------------------------------------------------------------- | ---------------------------------------------------------------- | ---------------------------------------------------------------- | ---------------------------------------------------------------- | ---------------------------------------------------------------- | ---------------------------------------------------------------- | ---------------------------------------------------------------- | ---------------------------------------------------------------- | ---------------------------------------------------------------- | ---------------------------------------------------------------- | ---------------------------------------------------------------- | ---------------------------------------------------------------- | ---------------------------------------------------------------- | ---------------------------------------------------------------- | ---------------------------------------------------------------- | ---------------------------------------------------------------- |
| Wahlperiode                                                      | CDU                                                              | CDU                                                              | SPD                                                              | SPD                                                              | Grüne                                                            | Grüne                                                            | FDP                                                              | FDP                                                              | NPD                                                              | NPD                                                              | UB                                                               | UB                                                               | fl.                                                              | fl.                                                              | Tag                                                              |                                                                  |                                                                  |                                                                  |                                                                  |                                                                  |                                                                  |
| XII: 1994–1999                                                   | 51,1                                                             | 30                                                               | 35,4                                                             | 20                                                               | 9,0                                                              | 5                                                                | 4,5                                                              | –                                                                |                                                                  |                                                                  |                                                                  |                                                                  |                                                                  |                                                                  | 55                                                               |                                                                  |                                                                  |                                                                  |                                                                  |                                                                  |                                                                  |
| XIII: 1999–2004                                                  | 58,9                                                             | 32                                                               | 29,7                                                             | 16                                                               | 6,3                                                              | 3                                                                | 5,1                                                              | 3                                                                | 54                                                               |                                                                  |                                                                  |                                                                  |                                                                  |                                                                  |                                                                  |                                                                  |                                                                  |                                                                  |                                                                  |                                                                  |                                                                  |
| XIV: 2004–2009 2008                                              | 54,8                                                             | 29                                                               | 25,8                                                             | 14 12                                                            | 9,0                                                              | 5                                                                | 8,8                                                              | 5 2                                                              | 1,5                                                              | 1                                                                | –,-                                                              | - 3                                                              | –,-                                                              | 2                                                                | 54                                                               |                                                                  |                                                                  |                                                                  |                                                                  |                                                                  |                                                                  |
| 51,8                                                             | 29                                                               | XV: 2009–2014                                                    | 19,8                                                             | 11                                                               | 9,7                                                              | 5                                                                | 9,0                                                              | 5                                                                | 4,7                                                              | 2                                                                | 3,5                                                              | 2                                                                | 1,6                                                              | 1                                                                | -                                                                | -                                                                | -                                                                | -                                                                | 54                                                               |                                                                  |                                                                  |
| [ 7 ]                                                            |                                                                  |                                                                  |                                                                  |                                                                  |                                                                  |                                                                  |                                                                  |                                                                  |                                                                  |                                                                  |                                                                  |                                                                  |                                                                  |                                                                  |                                                                  |                                                                  |                                                                  |                                                                  |                                                                  |                                                                  |                                                                  |

## Kreis Herford
Im Kreis Herford haben sich die Wählergruppen zu den Freien Wählern im Kreis Herford (FWKH) zusammengeschlossen.
| Kreistag Herford: Wähleranteil und Sitze | Kreistag Herford: Wähleranteil und Sitze | Kreistag Herford: Wähleranteil und Sitze | Kreistag Herford: Wähleranteil und Sitze | Kreistag Herford: Wähleranteil und Sitze | Kreistag Herford: Wähleranteil und Sitze | Kreistag Herford: Wähleranteil und Sitze | Kreistag Herford: Wähleranteil und Sitze | Kreistag Herford: Wähleranteil und Sitze | Kreistag Herford: Wähleranteil und Sitze | Kreistag Herford: Wähleranteil und Sitze | Kreistag Herford: Wähleranteil und Sitze | Kreistag Herford: Wähleranteil und Sitze | Kreistag Herford: Wähleranteil und Sitze | Kreistag Herford: Wähleranteil und Sitze | Kreistag Herford: Wähleranteil und Sitze | Kreistag Herford: Wähleranteil und Sitze | Kreistag Herford: Wähleranteil und Sitze |
| ---------------------------------------- | ---------------------------------------- | ---------------------------------------- | ---------------------------------------- | ---------------------------------------- | ---------------------------------------- | ---------------------------------------- | ---------------------------------------- | ---------------------------------------- | ---------------------------------------- | ---------------------------------------- | ---------------------------------------- | ---------------------------------------- | ---------------------------------------- | ---------------------------------------- | ---------------------------------------- | ---------------------------------------- | ---------------------------------------- |
| Wahlperiode                              | CDU                                      | CDU                                      | SPD                                      | SPD                                      | Grüne                                    | Grüne                                    | FDP                                      | FDP                                      | FWKH                                     | FWKH                                     | Tag                                      |                                          |                                          |                                          |                                          |                                          |                                          |
| XII: 1994–1999                           | 40,0                                     | 23                                       | 46,6                                     | 27                                       | 9,0                                      | 5                                        | 4,2                                      | –                                        |                                          |                                          | 55                                       |                                          |                                          |                                          |                                          |                                          |                                          |
| XIII: 1999–2004                          | 47,6                                     | 25                                       | 41,8                                     | 22                                       | 5,5                                      | 3                                        | 4,7                                      | 2                                        | 52                                       |                                          |                                          |                                          |                                          |                                          |                                          |                                          |                                          |
| XIV: 2004–2009                           | 41,8                                     | 21                                       | 39,1                                     | 20                                       | 9,0                                      | 4                                        | 6,4                                      | 3                                        | 3,1                                      | 2                                        | 50                                       |                                          |                                          |                                          |                                          |                                          |                                          |
| XV: 2009–2014                            |                                          |                                          |                                          |                                          |                                          |                                          |                                          |                                          |                                          |                                          |                                          |                                          |                                          |                                          |                                          |                                          |                                          |
| Stärkste Partei farblich hervorgehoben.  |                                          |                                          |                                          |                                          |                                          |                                          |                                          |                                          |                                          |                                          |                                          |                                          |                                          |                                          |                                          |                                          |                                          |

## Herne
Herne ist eine Hochburg der SPD. 2004 erreichte sie hier mit 44,6 % der Stimmen noch 12,9 Prozentpunkte mehr als im Landesschnitt. Links der SPD gibt es gleich zwei Parteien: die Linke und die Alternative Liste.
Herne ist ebenfalls eine Hochburg der Republikaner, die 2004 mit 4,7 % Wähleranteil 4,1 Prozentpunkte mehr als im Landesdurchschnitt erreichten.

### Stadtrat Herne
| Wahlperiode | CDU  | CDU | SPD  | SPD   | Grüne | Grüne | FDP | FDP | REP | REP | PDS | PDS | AL  | AL  | Tag |
| XII: 1994–1999 | 28,8 | 18  | 58,0 | 36    | 9,3   | 5     | 1,3 | –   | 2,6 | –   |     |     |     |     | 59  |
| XIII: 1999–2004 | 40,1 | 23  | 44,5 | 26    | 6,4   | 4     | 1,8 | 1   | 3,7 | 2   | 3,4 | 2   | 58  |     |     |
| XIV: 2004–2009 | 31,2 | 21  | 44,6 | 29 30 | 8,4   | 6 5   | 3,3 | 2   | 4,7 | 3   | 3,4 | 2 3 | 4,3 | 3 2 | 66  |
| XV: 2009–2014 |      |     |      |       |       |       |     |     |     |     |     |     |     |     |     |
| Stärkste Partei farblich hervorgehoben. Absolute Mehrheit fett. AL: Alternative Liste Herne für soziale Gerechtigkeit, Arbeit und Demokratie. Das Ergebnis der Grünen 1994 stammt von der Wählergemeinschaft Die Grünen Herne. |      |     |      |       |       |       |     |     |     |     |     |     |     |     |     |

### Die vier Bezirksvertretungen von Herne
Die kreisfreie Stadt Herne besteht aus den vier Bezirken Eickel, Herne-Mitte, Sodingen und Wanne. Die Vorsteher der Bezirksvertretungen nennen sich in Herne Bezirksvorsteher.
| Die vier Bezirksvertretungen von Herne: Wähleranteil und Sitze                                | Die vier Bezirksvertretungen von Herne: Wähleranteil und Sitze | Die vier Bezirksvertretungen von Herne: Wähleranteil und Sitze | Die vier Bezirksvertretungen von Herne: Wähleranteil und Sitze | Die vier Bezirksvertretungen von Herne: Wähleranteil und Sitze | Die vier Bezirksvertretungen von Herne: Wähleranteil und Sitze | Die vier Bezirksvertretungen von Herne: Wähleranteil und Sitze | Die vier Bezirksvertretungen von Herne: Wähleranteil und Sitze | Die vier Bezirksvertretungen von Herne: Wähleranteil und Sitze | Die vier Bezirksvertretungen von Herne: Wähleranteil und Sitze | Die vier Bezirksvertretungen von Herne: Wähleranteil und Sitze | Die vier Bezirksvertretungen von Herne: Wähleranteil und Sitze | Die vier Bezirksvertretungen von Herne: Wähleranteil und Sitze | Die vier Bezirksvertretungen von Herne: Wähleranteil und Sitze | Die vier Bezirksvertretungen von Herne: Wähleranteil und Sitze | Die vier Bezirksvertretungen von Herne: Wähleranteil und Sitze | Die vier Bezirksvertretungen von Herne: Wähleranteil und Sitze | Die vier Bezirksvertretungen von Herne: Wähleranteil und Sitze |
| Wahlperiode                                                                                   | Bezirk                                                         | CDU                                                            | SPD                                                            | Grüne                                                          | AL                                                             | FDP                                                            | Rep                                                            | Lin                                                            | sonst.                                                         | BV                                                             |                                                                |                                                                |                                                                |                                                                |                                                                |                                                                |                                                                |
| --------------------------------------------------------------------------------------------- | -------------------------------------------------------------- | -------------------------------------------------------------- | -------------------------------------------------------------- | -------------------------------------------------------------- | -------------------------------------------------------------- | -------------------------------------------------------------- | -------------------------------------------------------------- | -------------------------------------------------------------- | -------------------------------------------------------------- | -------------------------------------------------------------- | -------------------------------------------------------------- | -------------------------------------------------------------- | -------------------------------------------------------------- | -------------------------------------------------------------- | -------------------------------------------------------------- | -------------------------------------------------------------- | -------------------------------------------------------------- |
| XIV: 2004–2009                                                                                | Eickel                                                         | 5                                                              | 7                                                              | 1                                                              | 1                                                              | 1                                                              | 1                                                              | 1                                                              |                                                                | 17                                                             |                                                                |                                                                |                                                                |                                                                |                                                                |                                                                |                                                                |
| XIV: 2004–2009                                                                                | Herne-Mitte                                                    | 6                                                              | 8                                                              | 2                                                              | 1                                                              | 1                                                              | 1                                                              |                                                                |                                                                | 19                                                             |                                                                |                                                                |                                                                |                                                                |                                                                |                                                                |                                                                |
| XIV: 2004–2009                                                                                | Sodingen                                                       | 4                                                              | 9                                                              | 1                                                              |                                                                |                                                                | 1                                                              |                                                                | 1                                                              | 19                                                             |                                                                |                                                                |                                                                |                                                                |                                                                |                                                                |                                                                |
| XIV: 2004–2009                                                                                | Wanne                                                          | 6                                                              | 7                                                              |                                                                | 3                                                              |                                                                | 1                                                              |                                                                |                                                                | 17                                                             |                                                                |                                                                |                                                                |                                                                |                                                                |                                                                |                                                                |
| XIV: 2004–2009                                                                                | Gesamt                                                         | 21                                                             | 31                                                             | 4                                                              | 5                                                              | 2                                                              | 4                                                              | 1                                                              | 1                                                              | 72                                                             |                                                                |                                                                |                                                                |                                                                |                                                                |                                                                |                                                                |
| XIV: 2009–2014                                                                                | Eickel                                                         |                                                                |                                                                |                                                                |                                                                |                                                                |                                                                |                                                                |                                                                | 17                                                             |                                                                |                                                                |                                                                |                                                                |                                                                |                                                                |                                                                |
| XIV: 2009–2014                                                                                | Herne-Mitte                                                    |                                                                |                                                                |                                                                |                                                                |                                                                |                                                                |                                                                |                                                                | 19                                                             |                                                                |                                                                |                                                                |                                                                |                                                                |                                                                |                                                                |
| XIV: 2009–2014                                                                                | Sodingen                                                       |                                                                |                                                                |                                                                |                                                                |                                                                |                                                                |                                                                |                                                                | 19                                                             |                                                                |                                                                |                                                                |                                                                |                                                                |                                                                |                                                                |
| XIV: 2009–2014                                                                                | Wanne                                                          |                                                                |                                                                |                                                                |                                                                |                                                                |                                                                |                                                                |                                                                | 17                                                             |                                                                |                                                                |                                                                |                                                                |                                                                |                                                                |                                                                |
| XIV: 2009–2014                                                                                | Gesamt                                                         |                                                                |                                                                |                                                                |                                                                |                                                                |                                                                |                                                                |                                                                | 72                                                             |                                                                |                                                                |                                                                |                                                                |                                                                |                                                                |                                                                |
| AL: Alternative Liste Herne für soziale Gerechtigkeit, Arbeit und Demokratie – Lin: Die Linke |                                                                |                                                                |                                                                |                                                                |                                                                |                                                                |                                                                |                                                                |                                                                |                                                                |                                                                |                                                                |                                                                |                                                                |                                                                |                                                                |                                                                |

### Herner Oberbürgermeister
Der Amtsinhaber Horst Schiereck von der Herner SPD stellt sich zum ersten Mal einer Wiederwahl. Sein Hauptkontrahent Markus Schlüter von der Herner CDU tritt nach 2004 schon zum zweiten Mal gegen ihn an.
| CDU       | Markus Schlüter  | 33,9 | 36,8 | Markus Schlüter  | 29,2 |
| SPD       | Horst Schiereck  | 47,6 | 63,2 | Horst Schiereck´ | 59,3 |
| GRÜNE     | Dorothea Schulte | 7,8  | –    |                  |      |
| FDP       | Martina Balzk    | 3,0  | –    | Thomas Bloch     | 6,9  |
| PDS       | Andreas Ixert    | 3,6  | –    | –                | –    |
| Die Linke | –                | –    | –    | –                |      |
| REP       | Wilhelm Elbracht | 4,2  | –    | Bernd Blech      | 4,5  |

## Hochsauerlandkreis
Der Hochsauerlandkreis ist tiefschwarz. Die CDU erreicht hier in einzelnen Kommunen bis zu 4/5 der Wählerstimmen. Nur in zwei Kommunen erreichte sie 2004 nicht die absolute Mehrheit.
Auf kommunaler Ebene sind freie Wählergemeinschaften sehr stark. In Schmallenberg erreichten diese 2004 Platz 2 und 3 und verbannten die SPD auf Platz 4.
Die Grünen sind zu tiefst zerstritten. Von der Grünen Kreistagsfraktion spalteten sich die zwei Kreistagsabgeordneten Reinhard Loos und Matthias Schulte-Huermann ab und gründeten die Kreistagsfraktion Sauerländer Bürgerliste, die sich am 30. August zum ersten Mal einer Kreistagswahl stellen muss. Auslöser des Zerwürfnisses ist Harald Friedrich, ehemaliger Abteilungsleiter im Nordrhein-Westfälischen Umweltministerium unter Bärbel Höhn und die Schuld der Ministerin im PFT-Skandal um verunreinigtes Trinkwasser.

### Kreistag
Im Kreistag des Hochsauerlandkreises hat die CDU seit Jahren die absolute Mehrheit inne.
| Wahlperiode                                                                | CDU  | CDU | SPD  | SPD | FDP | FDP | Grüne | Grüne | SBL | SBL | Tag |
| XII: 1994–1999                                                             | 53,5 | 31  | 35,6 | 20  | 3,9 | –   | 7,0   | 4     |     |     | 55  |
| XIII: 1999–2004                                                            | 61,7 | 33  | 29,5 | 16  | 4,6 | 3   | 4,2   | 2     | 54  |     |     |
| XIV: 2004–2009                                                             | 59,7 | 32  | 26,1 | 14  | 7,6 | 4   | 6,6   | 4 2   | –,- | 0 2 | 54  |
| XV: 2009–2014                                                              |      |     |      |     |     |     |       |       |     |     |     |
| SBL: Sauerländer Bürgerliste (Abspaltung von der Grünen Kreistagsfraktion) |      |     |      |     |     |     |       |       |     |     |     |

### Landrat
Nachdem der CDU-Landrat Franz-Josef Leikop nach seiner Wahl 2004 nicht mal 10 Monate später aus Altersgründen zurückgetreten war, war im Hochsauerlandkreis 2005 eine Nachwahl nötig, die Karl Schneider (CDU) gewann.
| CDU   | Franz-Josef Leikop | 66,8 | Karl Schneider   | 55,1 |  |  |
| SPD   | Eckhard Scholz     | 26,5 | Michael Schult   |      |  |  |
| FDP   | Karl Peter Brendel | 6,7  | Josef Mühlenbein |      |  |  |
| Grüne |                    |      | Reinhard Loos    |      |  |  |

### Kommunalvertretungen
Der Hochsauerlandkreis besteht aus 10 Städten und 2 Gemeinden.
| Kommunalvertretungen: Bürgermeister, Parteien: Wähleranteil und Sitze | Kommunalvertretungen: Bürgermeister, Parteien: Wähleranteil und Sitze | Kommunalvertretungen: Bürgermeister, Parteien: Wähleranteil und Sitze | Kommunalvertretungen: Bürgermeister, Parteien: Wähleranteil und Sitze | Kommunalvertretungen: Bürgermeister, Parteien: Wähleranteil und Sitze | Kommunalvertretungen: Bürgermeister, Parteien: Wähleranteil und Sitze | Kommunalvertretungen: Bürgermeister, Parteien: Wähleranteil und Sitze | Kommunalvertretungen: Bürgermeister, Parteien: Wähleranteil und Sitze | Kommunalvertretungen: Bürgermeister, Parteien: Wähleranteil und Sitze | Kommunalvertretungen: Bürgermeister, Parteien: Wähleranteil und Sitze | Kommunalvertretungen: Bürgermeister, Parteien: Wähleranteil und Sitze | Kommunalvertretungen: Bürgermeister, Parteien: Wähleranteil und Sitze | Kommunalvertretungen: Bürgermeister, Parteien: Wähleranteil und Sitze | Kommunalvertretungen: Bürgermeister, Parteien: Wähleranteil und Sitze | Kommunalvertretungen: Bürgermeister, Parteien: Wähleranteil und Sitze | Kommunalvertretungen: Bürgermeister, Parteien: Wähleranteil und Sitze | Kommunalvertretungen: Bürgermeister, Parteien: Wähleranteil und Sitze |
| Wahlperiode | Kommune                                                               | Bürgermeister                                                         | Bürgermeister                                                         | CDU                                                                   | CDU                                                                   | SPD                                                                   | SPD                                                                   | Grüne                                                                 | Grüne                                                                 | FDP                                                                   | FDP                                                                   | WG1                                                                   | WG1                                                                   |                                                                       |                                                                       | BV                                                                    |
| XIV: 2004–2009 |                                                                       |                                                                       |                                                                       |                                                                       |                                                                       |                                                                       |                                                                       |                                                                       |                                                                       |                                                                       |                                                                       |                                                                       |                                                                       |                                                                       |                                                                       |                                                                       |
| --- | --------------------------------------------------------------------- | --------------------------------------------------------------------- | --------------------------------------------------------------------- | --------------------------------------------------------------------- | --------------------------------------------------------------------- | --------------------------------------------------------------------- | --------------------------------------------------------------------- | --------------------------------------------------------------------- | --------------------------------------------------------------------- | --------------------------------------------------------------------- | --------------------------------------------------------------------- | --------------------------------------------------------------------- | --------------------------------------------------------------------- | --------------------------------------------------------------------- | --------------------------------------------------------------------- | --------------------------------------------------------------------- |
| XIV: 2004–2009 | Arnsberg                                                              | Hans-Josef Vogel                                                      | CDU                                                                   | 53,3                                                                  | 25                                                                    | 32,2                                                                  | 15                                                                    | 6,8                                                                   | 3                                                                     | 7,6                                                                   | 3                                                                     |                                                                       |                                                                       |                                                                       |                                                                       | 46                                                                    |
| XIV: 2004–2009 | Brilon                                                                | Franz Schrewe                                                         | SPD                                                                   | 45,6                                                                  | 17                                                                    | 42,1                                                                  | 16                                                                    | –                                                                     | –                                                                     | 5,8                                                                   | 2                                                                     | 6,5                                                                   | 3                                                                     |                                                                       |                                                                       | 38                                                                    |
| XIV: 2004–2009 | Hallenberg                                                            | Michael Kronauge                                                      | CDU                                                                   | 78,4                                                                  | 16                                                                    | 6,2                                                                   | 1                                                                     | –                                                                     | –                                                                     | –                                                                     | –                                                                     | 15,5                                                                  | 3                                                                     |                                                                       |                                                                       | 20                                                                    |
| XIV: 2004–2009 | Marsberg                                                              | Hubertus Klenner                                                      | parteilos                                                             | 47,9                                                                  | 18                                                                    | 32,8                                                                  | 13                                                                    | 6,0                                                                   | 2                                                                     | –                                                                     | –                                                                     | 10,2                                                                  | 4                                                                     | 3,0                                                                   | 1                                                                     | 38                                                                    |
| XIV: 2004–2009 | Medebach                                                              | Heinrich Nolte                                                        | CDU                                                                   | 56,1                                                                  | 16                                                                    | 12,5                                                                  | 4                                                                     | –                                                                     | –                                                                     | 8,8                                                                   | 2                                                                     | 22,6                                                                  | 6                                                                     | –                                                                     | –                                                                     | 28                                                                    |
| XIV: 2004–2009 | Meschede                                                              | Hans-Ulrich Hess                                                      | CDU                                                                   | 50,9                                                                  | 22                                                                    | 22,3                                                                  | 10                                                                    | 4,6                                                                   | 2                                                                     | 7,3                                                                   | 3                                                                     | 14,8                                                                  | 7                                                                     | –                                                                     | –                                                                     | 44                                                                    |
| XIV: 2004–2009 | Olsberg                                                               | Elmar Reuter                                                          | CDU                                                                   | 65,1                                                                  | 25                                                                    | 28,0                                                                  | 11                                                                    | 6,9                                                                   | 2                                                                     | –                                                                     | –                                                                     | –                                                                     | –                                                                     | –                                                                     | –                                                                     | 38                                                                    |
| XIV: 2004–2009 | Schmallenberg                                                         | Bernhard Halbe                                                        | CDU                                                                   | 62,1                                                                  | 24                                                                    | 11,3                                                                  | 4                                                                     | –                                                                     | –                                                                     | –                                                                     | –                                                                     | 14,9                                                                  | 6                                                                     | 11,7                                                                  | 4                                                                     | 38                                                                    |
| XIV: 2004–2009 | Sundern                                                               | Detlef Lins                                                           | CDU                                                                   | 59,8                                                                  | 23                                                                    | 23,6                                                                  | 9                                                                     | 7,0                                                                   | 3                                                                     | 9,5                                                                   | 3                                                                     | –                                                                     | –                                                                     | –                                                                     | –                                                                     | 38                                                                    |
| XIV: 2004–2009 | Winterberg                                                            | Werner Eickler                                                        | CDU                                                                   | 68,2                                                                  | 22                                                                    | 31,8                                                                  | 10                                                                    | –                                                                     | –                                                                     | –                                                                     | –                                                                     | –                                                                     | –                                                                     | –                                                                     | –                                                                     | 32                                                                    |
| XIV: 2004–2009 | Bestwig                                                               | Christof Sommer                                                       | CDU                                                                   | 62,1                                                                  | 16                                                                    | 37,9                                                                  | 10                                                                    | –                                                                     | –                                                                     | –                                                                     | –                                                                     | –                                                                     | –                                                                     | –                                                                     | –                                                                     | 26                                                                    |
| XIV: 2004–2009 | Eslohe                                                                | Reinhold Weber                                                        | CDU                                                                   | 69,9                                                                  | 22                                                                    | 17,6                                                                  | 6                                                                     | –                                                                     | –                                                                     | 12,5                                                                  | 4                                                                     | –                                                                     | –                                                                     | –                                                                     | –                                                                     | 32                                                                    |
| XIV: 2004–2009 | Gesamt Hochsauerlandkreis                                             | Gesamt Hochsauerlandkreis                                             | Gesamt Hochsauerlandkreis                                             | 246                                                                   | 246                                                                   | 109                                                                   | 109                                                                   | 12                                                                    | 12                                                                    | 17                                                                    | 17                                                                    | 34                                                                    | 34                                                                    | 34                                                                    | 34                                                                    | 418                                                                   |
| XIV: 2009–2014 |                                                                       |                                                                       |                                                                       |                                                                       |                                                                       |                                                                       |                                                                       |                                                                       |                                                                       |                                                                       |                                                                       |                                                                       |                                                                       |                                                                       |                                                                       |                                                                       |
| Arnsberg |                                                                       |                                                                       |                                                                       |                                                                       |                                                                       |                                                                       |                                                                       |                                                                       |                                                                       |                                                                       |                                                                       |                                                                       |                                                                       |                                                                       | 46                                                                    |                                                                       |
| Brilon |                                                                       |                                                                       |                                                                       |                                                                       |                                                                       |                                                                       |                                                                       |                                                                       |                                                                       |                                                                       |                                                                       |                                                                       |                                                                       |                                                                       | 38                                                                    |                                                                       |
| Hallenberg |                                                                       |                                                                       |                                                                       |                                                                       |                                                                       |                                                                       |                                                                       |                                                                       |                                                                       |                                                                       |                                                                       |                                                                       |                                                                       |                                                                       | 20                                                                    |                                                                       |
| Marsberg |                                                                       |                                                                       |                                                                       |                                                                       |                                                                       |                                                                       |                                                                       |                                                                       |                                                                       |                                                                       |                                                                       |                                                                       |                                                                       |                                                                       | 38                                                                    |                                                                       |
| Medebach |                                                                       |                                                                       |                                                                       |                                                                       |                                                                       |                                                                       |                                                                       |                                                                       |                                                                       |                                                                       |                                                                       |                                                                       |                                                                       |                                                                       | 28                                                                    |                                                                       |
| Meschede |                                                                       |                                                                       |                                                                       |                                                                       |                                                                       |                                                                       |                                                                       |                                                                       |                                                                       |                                                                       |                                                                       |                                                                       |                                                                       |                                                                       | 44                                                                    |                                                                       |
| Olsberg |                                                                       |                                                                       |                                                                       |                                                                       |                                                                       |                                                                       |                                                                       |                                                                       |                                                                       |                                                                       |                                                                       |                                                                       |                                                                       |                                                                       | 38                                                                    |                                                                       |
| Schmallenberg |                                                                       |                                                                       |                                                                       |                                                                       |                                                                       |                                                                       |                                                                       |                                                                       |                                                                       |                                                                       |                                                                       |                                                                       |                                                                       |                                                                       | 38                                                                    |                                                                       |
| Sundern |                                                                       |                                                                       |                                                                       |                                                                       |                                                                       |                                                                       |                                                                       |                                                                       |                                                                       |                                                                       |                                                                       |                                                                       |                                                                       |                                                                       | 38                                                                    |                                                                       |
| Winterberg |                                                                       |                                                                       |                                                                       |                                                                       |                                                                       |                                                                       |                                                                       |                                                                       |                                                                       |                                                                       |                                                                       |                                                                       |                                                                       |                                                                       | 32                                                                    |                                                                       |
| Bestwig |                                                                       |                                                                       |                                                                       |                                                                       |                                                                       |                                                                       |                                                                       |                                                                       |                                                                       |                                                                       |                                                                       |                                                                       |                                                                       |                                                                       | 26                                                                    |                                                                       |
| Eslohe |                                                                       |                                                                       |                                                                       |                                                                       |                                                                       |                                                                       |                                                                       |                                                                       |                                                                       |                                                                       |                                                                       |                                                                       |                                                                       |                                                                       | 32                                                                    |                                                                       |
| Gesamt Hochsauerlandkreis | Gesamt Hochsauerlandkreis                                             | Gesamt Hochsauerlandkreis                                             |                                                                       |                                                                       |                                                                       |                                                                       |                                                                       |                                                                       |                                                                       |                                                                       | –                                                                     | –                                                                     | –                                                                     | –                                                                     | 418                                                                   |                                                                       |
| Brilon:WG1: Briloner Bürgerliste – Hallenberg:WG1: Bürger für Hallenberg (BfH) – Marsberg:WG1: Bürgergemeinschaft; WG2: WIR für Marsberg – Medebach: WG1: freie Wählergruppe – Meschede: WG1: Unabhängige Wählergemeinschaft Meschede (UWG) – Schmallenberg: WG1: Unabhängige Wählergemeinschaft Schmallenberg (UWG) (CDU-Dissidenten); WG2: Bürgergemeinschaft für Schmallenberg (BfS) (SPD-Dissidenten) |                                                                       |                                                                       |                                                                       |                                                                       |                                                                       |                                                                       |                                                                       |                                                                       |                                                                       |                                                                       |                                                                       |                                                                       |                                                                       |                                                                       |                                                                       |                                                                       |

## Kreis Höxter
| Kreistag    | Kreistag | Kreistag | Kreistag | Kreistag | Kreistag |
| Wahlperiode | CDU      | SPD      | Grüne    | FDP      | WG1      |
| ----------- | -------- | -------- | -------- | -------- | -------- |
| 2004–2009   | 24       | 10       | 3        | 2        | 3        |

## Köln
Siehe Kommunalwahl in Köln 2009

## Kreis Kleve
| Kreistag    | Kreistag | Kreistag | Kreistag | Kreistag | Kreistag |
| Wahlperiode | CDU      | SPD      | Grüne    | FDP      | Linke    |
| ----------- | -------- | -------- | -------- | -------- | -------- |
| 2004–2009   | 29       | 14       | 6        | 5        | –        |
| 2009–2014   | 28       | 12       | 6        | 6        | 2        |

## Krefeld
2004 wurden vier Vertreter von drei Wählergruppen in den Krefelder Stadtrat gewählt. Der Krefelder Kreis / die Unabhängigen und die KWG bildeten unter dem Vorsitz von Ralf Krings eine Fraktionsgemeinschaft. Nachdem dieser von Frank Lippke als Fraktionsvorsitzender abgelöst wurde, verließ er die Fraktion und blieb mit seiner Krefelder Wählergemeinschaft – Die Unabhängigen (KWG) fraktionslos.
Im Januar 2008 verließ Wilfried Lattrich die FDP-Fraktion und schloss sich der Fraktion Krefelder Kreis / die Unabhängigen an. Wenige Tage darauf verließ der bisherige Fraktionsvorsitzende Frank Lippke die Fraktion, um für die Unabhängigen nun ebenfalls fraktionslos im Rat zu sein.
Im November 2008 verließ Andreas Drabben die CDU-Fraktion und gründete mit Frank Lippke die Krefelder Bürgerpolitik.
Somit hat die Ratskoalition aus CDU und FDP auch mit der Bürgermeisterstimme keine Mehrheit mehr.
Der Krefelder Kreis bildet z. Zt. eine Fraktion mit dem UKB.
Die KB (Krefelder Bürgerpolitik) bildet eine Gruppe im Rat der Stadt Krefeld.
| Stadtrat von Krefeld: Wähleranteil und Sitze | Stadtrat von Krefeld: Wähleranteil und Sitze | Stadtrat von Krefeld: Wähleranteil und Sitze | Stadtrat von Krefeld: Wähleranteil und Sitze | Stadtrat von Krefeld: Wähleranteil und Sitze | Stadtrat von Krefeld: Wähleranteil und Sitze | Stadtrat von Krefeld: Wähleranteil und Sitze | Stadtrat von Krefeld: Wähleranteil und Sitze | Stadtrat von Krefeld: Wähleranteil und Sitze | Stadtrat von Krefeld: Wähleranteil und Sitze | Stadtrat von Krefeld: Wähleranteil und Sitze | Stadtrat von Krefeld: Wähleranteil und Sitze | Stadtrat von Krefeld: Wähleranteil und Sitze | Stadtrat von Krefeld: Wähleranteil und Sitze | Stadtrat von Krefeld: Wähleranteil und Sitze | Stadtrat von Krefeld: Wähleranteil und Sitze | Stadtrat von Krefeld: Wähleranteil und Sitze | Stadtrat von Krefeld: Wähleranteil und Sitze |
| -------------------------------------------- | -------------------------------------------- | -------------------------------------------- | -------------------------------------------- | -------------------------------------------- | -------------------------------------------- | -------------------------------------------- | -------------------------------------------- | -------------------------------------------- | -------------------------------------------- | -------------------------------------------- | -------------------------------------------- | -------------------------------------------- | -------------------------------------------- | -------------------------------------------- | -------------------------------------------- | -------------------------------------------- | -------------------------------------------- |
| Wahlperiode                                  | CDU                                          | CDU                                          | SPD                                          | SPD                                          | Bündnis 90/Die Grünen                        | Bündnis 90/Die Grünen                        | FDP                                          | FDP                                          | KWG                                          | KWG                                          | UKB                                          | UKB                                          | KK                                           | KK                                           | KB                                           | KB                                           | RAT                                          |
| XIV: 2004–2009 Jan. 2008 Nov. 2008           | 42,4                                         | 26 25                                        | 28,6                                         | 18                                           | 12,6                                         | 8                                            | 9,1                                          | 6 5                                          | 3,5                                          | 2 1                                          | 2,6                                          | 1                                            | 1,0                                          | 1 2                                          |                                              | 1 2                                          | 62                                           |
| XV: 2009–2014                                | 35,59                                        | 21                                           | 30,67                                        | 18                                           | 14,41                                        | 8                                            | 10,24                                        | 6                                            | 1,5                                          | 1                                            | 0                                            | 0                                            | 1,46                                         | 1                                            | 1,68                                         | 1                                            | 58                                           |